# 夫里奥尔
夫里奥尔，是西班牙加利西亚自治区卢戈省的一个市镇。 总面积292平方公里，总人口4685人（2001年），人口密度16人/平方公里。